# Griefshire
 (avril 2020).
Si vous disposez d'ouvrages ou d'articles de référence ou si vous connaissez des sites web de qualité traitant du thème abordé ici, merci de compléter l'article en donnant les références utiles à sa vérifiabilité et en les liant à la section « Notes et références ».
Albums de Elis
Dark Clouds in a Perfect Sky
(2004)  Catharsis
(2009)
Griefshire est le troisième album du groupe de metal gothique Liechtensteinois Elis. C'est leur premier album concept et le dernier avant la mort de Sabine Dünser. Cette dernière étant la créatrice du concept de Griefshire et la principale auteure-compositrice des chansons, les autres membres ont décidé, après sa mort, de sortir Griefshire en sa mémoire. 

## Concept
L'histoire de l'album présente les personnages suivants :
- La mère du narrateur (une femme à l'apparence de sorcière, sage et bienveillante, qui a consacré toute sa vie à guider les gens dans leur chemin vers la rédemption)
- Le Narrateur (le jeune frère, handicapé de façon permanente depuis sa naissance, un jeune homme très intelligent qui est constamment affaibli par ses doutes intérieurs)
- Le frère du narrateur (le frère aîné, qui possède une habileté impressionnante pour être chef, mais il corrompt tous les villageois afin de le suivre car il est le chef d'une secte)
- La fille du narrateur (une jeune fille qui a hérité de la sagesse et des compétences de sa grand-mère et qui a été élevée par son père pour pouvoir utiliser ses pouvoirs pour le bien)
- La femme du frère (la femme du frère aîné et l'amour secret du plus jeune, elle découvre la vérité sur son mari mais refuse de le quitter)
- La secte (présente les villageois, corrompus par le frère aîné, qui voulait les conduire à la rédemption, bien que cela ne soit pas en sa compétence).

Le premier morceau de l'album, Tales from Heaven or Hell, parle de la fille du narrateur, qui, après la mort de son père, décide de remplir sa dernière volonté: lire son journal intime pour « découvrir la vérité sur son origine », et de jeter ses cendres sur une petite ville inconnue. Cependant, elle a peur que son père lui ait menti sur tout. 
Le deuxième morceau, Die Stadt, décrit la ville, à quoi elle ressemble maintenant, puis la chanson raconte comment la ville était selon les souvenirs du narrateur. 
Show Me the Way parle de la mère du narrateur et de sa théorie sur la notion 3x3, qui, selon elle, peut sauver tout le monde des maladies. En outre, il raconte comment les chercheurs de la vérité recherchent sa sagesse. 
Le quatrième morceau, Brothers, est le premier morceau sur la relation entre les deux frères. La chanson narre, bien que le frère cadet (le narrateur) soit physiquement handicapé depuis sa naissance, que son frère aîné ne l'abandonnait jamais, même après la mort prématurée de leur mère. La chanson décrit le frère aîné comme un homme que « tout le monde suit et écoute » en raison de ses compétences pour diriger. Enfin, il parle d'un vœu éternel que les deux frères ont fait devant le tombeau de leur mère, jurant qu'ils seraient ensemble pour toujours, et qu'ils suivraient les pas de leur mère quoi qu'il puisse se passer.
La partie suivante de l'histoire comprend une piste non-album, présentée uniquement sur le MCD Show Me the Way: Salvation. Il raconte comment le jeune frère a découvert que tout ce qu'il avait toujours craint s'était déjà produit : son frère aîné était devenu chef d'une secte, et que tous les habitants de la ville l'avaient aveuglément suivi, car il leur avait promis le pardon divin. Le jeune homme veut arrêter son frère aîné avant que de terribles choses ne se produisent, il commence alors à tout planifier pour éviter toute erreur afin de lui rappeler la promesse qu'ils ont tous deux faite à sa mère ; cette partie est racontée dans le titre Seit dem Anbeginn der Zeit. 
Les deux morceaux suivants, Remember the Promise et Phoenix from the Ashes, correspondent aux grandes discussions entre les deux frères. Le premier, Remember the Promise, raconte ce que le narrateur dit à son frère pour le résonner et l'arrêter avant qu'il ne soit trop tard, et pourquoi il ne peut emmener personne en toute sécurité au salut ; Phoenix from the Ashes est la réponse du frère aîné, sa frustration et ses réactions négatives aux paroles du cadet. 
Pendant ce temps, la femme du frère aîné découvre la vérité sur les fautes de son mari et ce qui pourrait arriver s'il ne continuait plus de prétendre pouvoir sauver tout le monde. Cette dernière se demande alors combien de temps elle pourra se tenir debout sans être blessée. Toutes ses pensées sont décrites dans la piste suivante, How Long. Lorsqu'elle décide finalement  de quitter son mari, ses craintes l'arrêtent et elle choisit de rester avec lui pour tenter de le sauver. Mais il est évident que le frère aîné a influencé sa décision finale (peut-être parce qu'ils avaient une petite fille). Innocent Hearts parle de cette décision. Cependant, elle doute toujours de son choix, elle espère ainsi que son mari se souvient de ce qu'étaient leurs vies ensemble avant qu'il deviennent chef de secte, quand tout était beauté et pureté. Le morceau These Days Are Gone (le deuxième morceau hors album, présenté sur le MCD) raconte sa foi en revenant à ces moments merveilleux. 

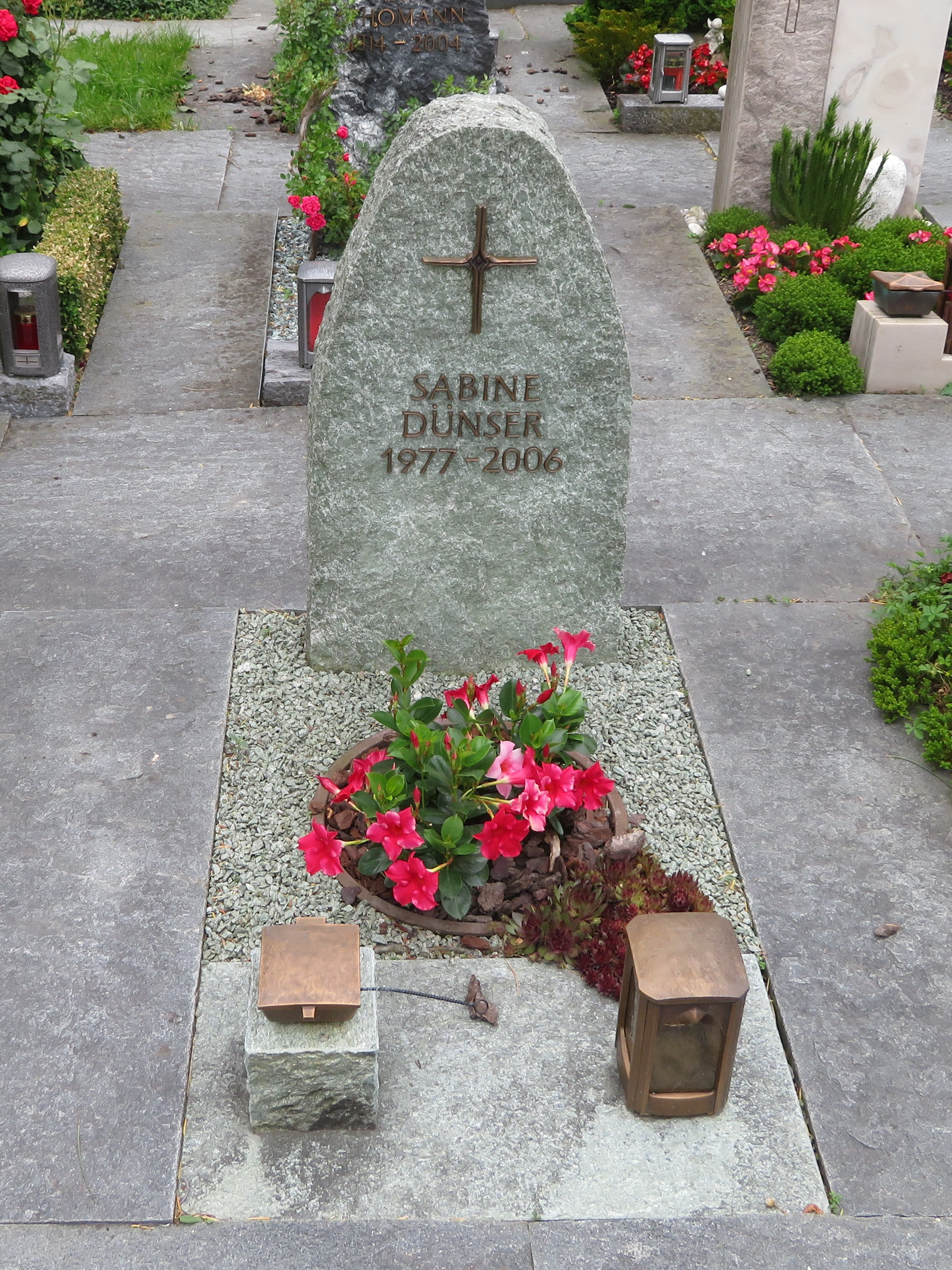
tombe de Sabine Dünser à schaan.

L'histoire du morceau suivant, Forgotten Love, se déroule un an après cette décision cruciale. Maintenant, le jeune frère s'est retiré de son frère et de toute sa communauté. Il passe tout son temps à son endroit préféré dans les collines, où il pense à son amour perdu et se demande comment la situation se passe dans la ville. Il rappelle ses espoirs perdus, ses rêves et ses bons moments; mais ne pouvant rien faire. 
The Burning est le point culminant de l'histoire. Il raconte ce qui s'est passé quand, un jour dans l'après-midi, alors qu'il passait son temps à réfléchir sur les collines, le jeune frère a regardé la ville et a découvert que l'hôtel de ville (où les réunions de la secte de son frère avaient lieu) était en feu. Il courut aussi vite qu'il put jusqu'à l'hôtel de ville pour essayer de sauver tout le monde, mais il fut trop tard quand il arriva: son frère avait provoqué en quelque sorte un incendie, et alors seulement à ce moment-là, les gens ont compris qu'il n'était pas un rédempteur, et que personne ne pouvait être leur sauveur. La seule personne que le jeune frère a réussi à sauver des flammes était la petite fille de son frère, qu'il éleva comme sa propre fille en lui apprenant à ne pas commettre les mêmes erreurs que son père. Tous les autres (y compris le frère aîné et sa femme) sont morts et toute la ville a été réduite en cendres. 
Maintenant, dix ans plus tard, après avoir lu tout le récit du journal intime de son père, cette jeune fille s'est rendu compte pourquoi son père lui avait montré pourquoi elle ne devait utiliser ses pouvoirs que pour le bien. Elle comprend aussi pourquoi cette ville sombre et ruinée était un endroit spécial pour son père. Ashes to Ashes, a-t-elle lu, interprétant cela comme une sorte d'appel des âmes perdues qui sont mortes dans la ville à l'époque où son père fut envoyé et, un jour, ils l'enverraient elle aussi. Cependant, ce ne serait pas la fin de l'histoire... et le morceau A New Decade le dit clairement. 
Et le dernier morceau (le troisième morceau non-album présenté sur le MCD), In Einem Verlassenen Zimmer, parle de l'endroit où cette jeune femme a découvert toute la vérité sur son origine, et surtout ce qui allait se passer après. La chanson est tirée d'un poème du même nom de Georg Trakl. 
Le morceau bonus Heaven and Hell n'a rien à voir avec le concept. Il s'agit simplement d'une reprise d'une chanson de Black Sabbath.

## Titres
| Griefshire | Griefshire                                                      | Griefshire | Griefshire | Griefshire | Griefshire | Griefshire | Griefshire | Griefshire | Griefshire |
| No         | Titre                                                           | Durée      |            |            |            |            |            |            |            |
| ---------- | --------------------------------------------------------------- | ---------- | ---------- | ---------- | ---------- | ---------- | ---------- | ---------- | ---------- |
| 1.         | Tales From Heaven or Hell                                       | 4:17       |            |            |            |            |            |            |            |
| 2.         | Die Stadt (The City)                                            | 4:19       |            |            |            |            |            |            |            |
| 3.         | Show Me the Way                                                 | 4:06       |            |            |            |            |            |            |            |
| 4.         | Brothers                                                        | 4:23       |            |            |            |            |            |            |            |
| 5.         | Seit dem Anbeginn der Zeit (Since The Beginning of Time)        | 5:40       |            |            |            |            |            |            |            |
| 6.         | Remember the Promise                                            | 3:24       |            |            |            |            |            |            |            |
| 7.         | Phoenix from the Ashes                                          | 4:19       |            |            |            |            |            |            |            |
| 8.         | How Long [autre version sur Digipack]                           | 4:03       |            |            |            |            |            |            |            |
| 9.         | Innocent Hearts                                                 | 5:11       |            |            |            |            |            |            |            |
| 10.        | Forgotten Love                                                  | 4:23       |            |            |            |            |            |            |            |
| 11.        | The Burning                                                     | 4:43       |            |            |            |            |            |            |            |
| 12.        | A New Decade                                                    | 3:46       |            |            |            |            |            |            |            |
| 13.        | Heaven and Hell (reprise de Black Sabbath) [Bonus sur Digipack] | 4:53       |            |            |            |            |            |            |            |
| 55:09      |                                                                 |            |            |            |            |            |            |            |            |

## Singles
- "Show Me the Way" (2007) reprit dans le Maxi 45 tours du groupe

## Membres
- Sabine Dünser - chant
- Pete Streit - guitares
- Chris Gruber - guitares
- Tom Saxer - basse, growls
- Max Naescher - batterie
- Violon sur "Forgotten Love" par Judith Biedermann (Néanmoins)

Concept créé par Sabine Dünser. Toutes les chansons ont été écrites par Sabine Dünser, sauf "Heaven and Hell" par Ronnie James Dio. Tous les arrangements par Elis. 